# Guillaume Faivre
Guillaume Faivre (* 20. Februar 1987 in Bern) ist ein ehemaliger Schweizer Fussballtorhüter.

## Karriere
Als Junior spielte er zuerst bei AS Vallée und anschliessend bei Neuchâtel Xamax. Bei diesem Verein stieg er 2007 in die erste Mannschaft auf. In den Saisons 2010/11 und 2011/12 spielte er auf Leihbasis beim FC Vaduz und beim FC Wil in der Challenge League, bis er im Jahr 2012 zum FC Thun wechselte. Nach acht Saisons, in welchen Faivre mit Ausnahme der Saison 2017/18 immer Stammtorhüter war, wechselte er im Sommer zum BSC Young Boys. Nach der Saison 2021/22 trat Faivre zurück.